# Феминизирующая гормональная терапия
Феминизирующая гормональная терапия (также трансфеминная гормональная терапия) — это гормональная терапия, направленная на изменение вторичных половых признаков трансгендерных людей с мужских или андрогинных на женские. Это распространённый тип гормональной терапии для трансгендерных людей (другим является маскулинизирующая гормональная терапия) и используется для лечения трансженщин и небинарных трансфемининных людей. Некоторые, в частности интерсекс-люди, а также некоторые не-трансгендерные люди, принимают эту терапию в соответствии с их личными потребностями и предпочтениями.
Цель терапии состоит в том, чтобы вызвать развитие вторичных половых признаков желаемого пола, таких как грудь и распределение волос по женскому типу, жира и мышц. Это не может отменить многие изменения, вызванные естественным половым созреванием, для устранения которых может потребоваться хирургическое вмешательство и другие методы лечения (см. ниже). Препараты, используемые для феминизирующей гормональной терапии, включают эстрогены, антиандрогены, прогестагены и модуляторы гонадотропин-рилизинг-гормона (ГНРГ).
Феминизирующая гормональная терапия эмпирически доказала свою эффективность в снижении стресса и дискомфорта, связанного с гендерной дисфорией у трансфемининных людей.

## Требования
Многие врачи работают в соответствии с моделью «Стандартов медицинской помощи трансгендерным и гендерно-неконформным людям», разработанной Всемирной профессиональной ассоциацией по здоровью трансгендерных людей (WPATH), и требуют прохождения психотерапии, а также рекомендации от психотерапевта для получения гормональной терапии. Другие врачи работают по модели информированного согласия, где единственным требованием является согласие пациента.
Лекарства, используемые в гормональной терапии трансгендерных людей, также продаются без рецепта через нерегулируемые онлайн-аптеки. Некоторые трансгендерные женщины назначают себе гормональную терапию самостоятельно. Одной из причин, по которой многие трансгендерные люди прибегают к самостоятельной гормональной терапии, являются длительные очереди на получение гормональной терапии у врачей, которые в некоторых регионах, например в Великобритании, могут длиться до нескольких лет. Другими причинами являются высокая стоимость посещения врача и строгие критерии, которые делают лечение недоступным для некоторых людей.
Доступность гормональной терапии для трансгендерных людей различается по всему миру и внутри отдельных стран.

## Лекарства
В феминизирующей гормональной терапии для трансгендерных женщин используется разнообразие различных гормональных препаратов. Эти препараты включают эстрогены для индукции феминизации и подавления уровня тестостерона; антиандрогены, такие как антагонисты андрогенных рецепторов, антигонадотропины, модуляторы ГНРГ и ингибиторы 5α-редуктазы, для дополнительного подавления действия андрогенов, таких как тестостерон; а также прогестины для различных возможных, хотя и неясных, преимуществ. Эстроген в сочетании с антиандрогеном является основой феминизирующей гормональной терапии для трансгендерных женщин

### Эстрогены
Эстрогены — это основные половые гормоны у женщин, которые ответственны за развитие и поддержание женских вторичных половых признаков, таких как грудь, широкие бёдра и женский тип распределения жира. Эстрогены действуют, связываясь с эстрогеновым рецептором, который является их биологической мишенью в организме. Существует несколько различных форм эстрогенов, которые доступны и используются в медицине. Наиболее часто используемыми эстрогенами для трансгендерных женщин являются эстрадиол, который является преобладающим естественным эстрогеном у женщин, а также эфиры эстрадиола, такие как эстрадиола валерат и эстрадиола ципионат, которые являются пролекарствами эстрадиола. Конъюгированные эстрогены (Премарин), которые используются в гормональной терапии при менопаузе, и этинилэстрадиол, который используется в противозачаточных таблетках, ранее использовались у трансгендерных женщин, но в настоящее время больше не рекомендуются и редко применяются из-за их повышенного риска тромбозов и сердечно-сосудистых заболеваний. Эстрогены могут быть введены перорально, сублингвально, трансдермально/топически (через пластырь или гель), ректально, инъекционно (внутримышечно или подкожно) или с помощью имплантата. Параентеральные (непероральные) способы введения предпочтительнее, поскольку они минимизируют или полностью исключают риск тромбозов и сердечно-сосудистых проблем.
Фармакокинетика путей введения эстрадиола значительно различается. Сублингвальное и ректальное введение приводят к пиковым концентрациям, в 10 раз выше, чем при пероральном введении, а также к более высоким минимальным концентрациям. Это делает частые маленькие дозы сублингвально или ректально очень эффективным способом создания стабильного и постоянного увеличения минимальных уровней. Большая часть эстрадиола, принимаемого сублингвально, а особенно перорально, преобразуется в пищеварительном тракте в эстрон и другие соединения, что приводит к более высокому соотношению эстронона: эстрадиола (E1:E2). Это означает, что пероральные дозы подвержены большим индивидуальным различиям в активности ферментов и физиологической химии. Влияние соотношения эстронона неясно, но, поскольку эстронон является более слабым эстрогеновым агонистом, чем эстрадиол, высокий уровень эстронона может снижать феминизацию за счёт конкурентного антагонизма. Высокое соотношение эстронона связано с замедленным ростом костей у мальчиков в пубертатном периоде и с инсулинорезистентностью при СПКЯ (синдроме поликистозных яичников). Это соотношение также известно как более высокое в ранней женской пубертатной стадии (~1:3) и более низкое на поздних стадиях (~1-5). Средняя дозировка внутримышечных инъекций может варьироваться от значительно выше до значительно ниже среднего диапазона для женщин на протяжении недели, в зависимости от особенностей организма человека.

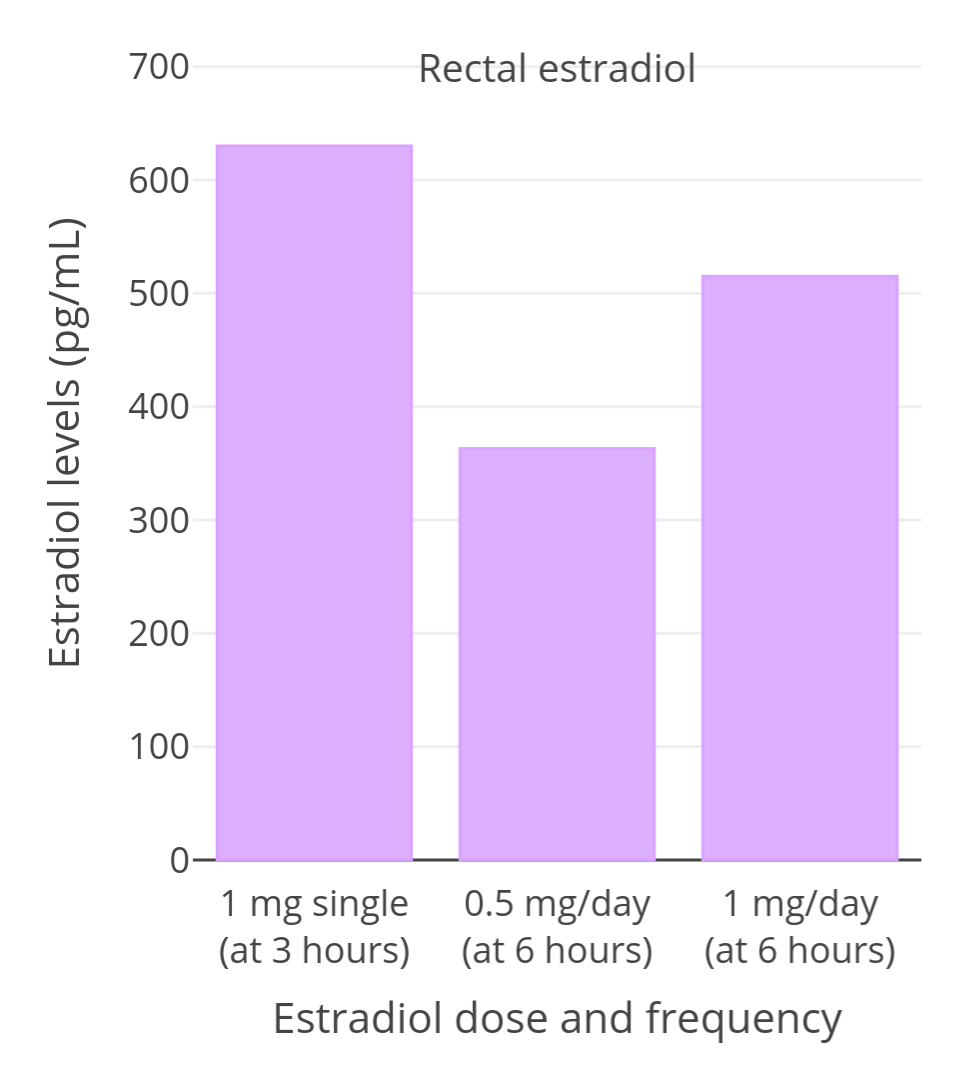
Уровень эстрадиола в крови при ректальном введении.

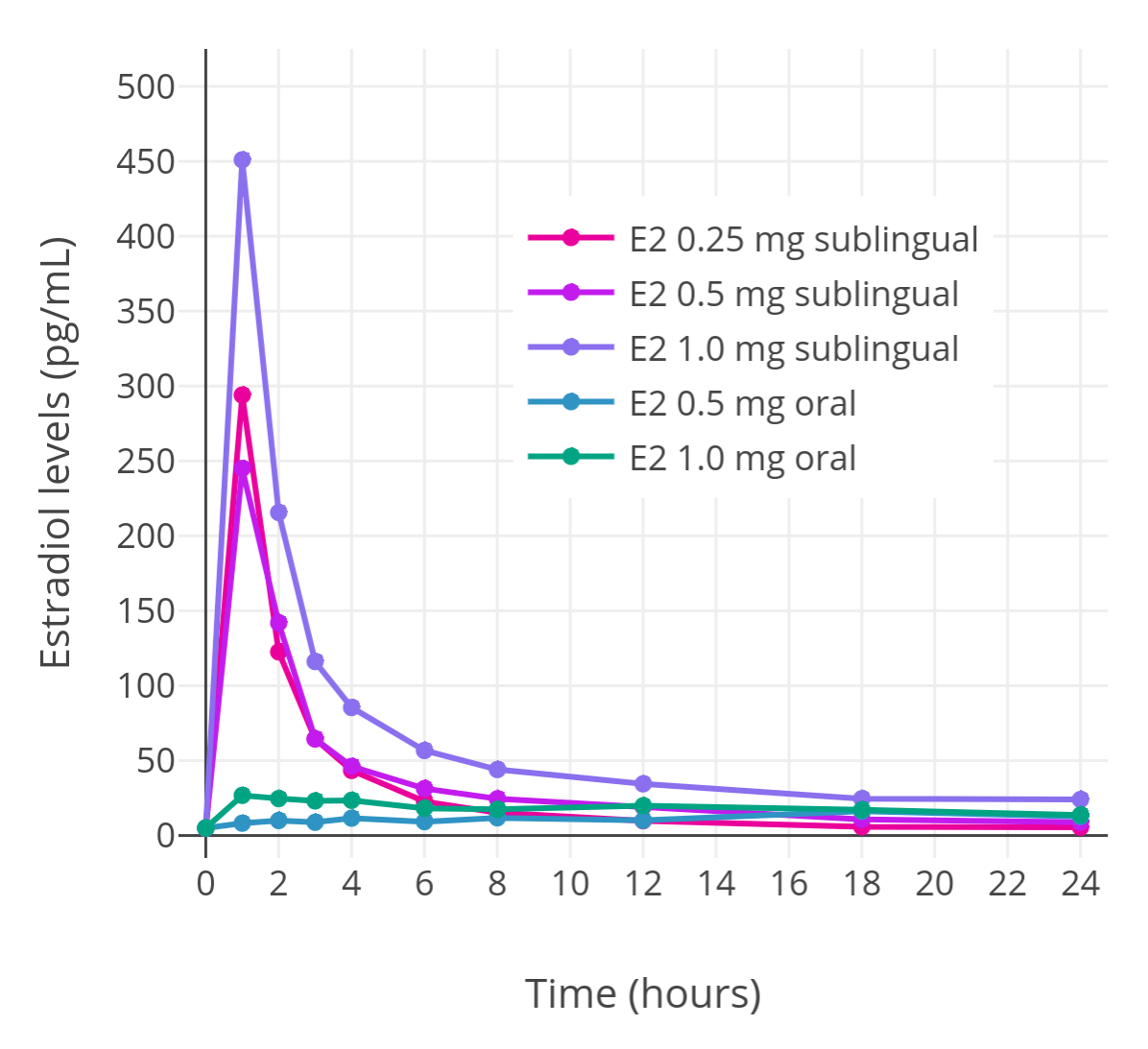
Уровни эстрадиола при пероральном и сублингвальном способах введения эстрадиола у женщин в постменопаузе.

В дополнение к индукции феминизации, эстрогены оказывают антигонадотропное действие, подавляя уровень тестостерона и других половых гормонов. Уровни эстрадиола 200 пг/мл и выше подавляют уровень тестостерона примерно на 90 %, а уровни эстрадиола 500 пг/мл и выше подавляют его на 95 % или в той же степени, что и орхиэктомия или модуляторы ГнРГ. Более низкие уровни эстрадиола также могут существенно, но неполностью подавлять выработку тестостерона. Когда эстрадиол не может достаточно подавить уровень тестостерона, могут быть использованы антиандрогены для подавления или блокировки эффектов остаточного тестостерона. Пероральный эстрадиол часто не может адекватно подавлять уровень тестостерона из-за относительно низкого уровня эстрадиола, который он обеспечивает.
До проведения орхиэктомии (хирургического удаления гонад) или операции по реконструкции половых органов дозы эстрогенов, используемые у трансгендерных женщин, часто выше, чем дозы, применяемые у цисгендерных женщин. Это необходимо для подавления уровня тестостерона. Эндокринное общество (2017) рекомендует поддерживать уровень эстрадиола примерно в пределах нормального среднего диапазона для женщин в пременопаузе — около 100—200 пг/мл. Однако в рекомендациях отмечается, что такие физиологические уровни эстрадиола обычно не способны подавить уровень тестостерона до женского диапазона. Предложение Кокрейновского обзора 2018 года поставило под сомнение необходимость поддержания более низкого уровня эстрадиола у трансгендерных женщин, что приводит к неполному подавлению уровня тестостерона и требует добавления антиандрогенов. В предложении обзора отмечалось, что высокие дозы парентерального эстрадиола считаются безопасными. Само Эндокринное общество рекомендует дозировки инъекционных эфиров эстрадиола, которые приводят к уровням эстрадиола, значительно превышающим нормальный женский диапазон, например, 10 мг эстрадиола валерата в неделю при внутримышечных инъекциях. Один такой укол вызывает пиковые уровни эстрадиола около 1250 пг/мл, а через 7 дней уровень снижается до примерно 200 пг/мл . Дозы эстрогенов могут быть уменьшены после орхиэктомии или операции по реконструкции половых органов, когда подавление гонадного тестостерона больше не требуется.

### Антиандрогены
Антиандрогены — это препараты, которые предотвращают воздействие андрогенов в организме. Андрогены, такие как тестостерон и дигидротестостерон (ДГТ), являются основными половыми гормонами у людей с яичками и отвечают за развитие и поддержание мужских вторичных половых признаков, таких как глубокий голос, широкие плечи и распределение волос по мужскому типу, мышечной и жировой массы. Кроме того, андрогены стимулируют половое влечение и частоту спонтанных эрекций, а также отвечают за появление угрей, телесный запах и выпадение волос на коже головы, зависимое от андрогенов. Андрогены также обладают функциональными антиэстрогенными эффектами в груди и противодействуют эстрогенозависимому развитию молочных желёз, даже при низких уровнях. Андрогены действуют, связываясь с андрогенным рецептором, который является их биологической мишенью в организме. Антиандрогены действуют, блокируя связывание андрогенов с андрогенным рецептором и/или подавляя или уменьшая выработку андрогенов.
Антиандрогены, которые непосредственно блокируют андрогенный рецептор, известны как антагонисты или блокаторы андрогенных рецепторов, в то время как антиандрогены, ингибирующие ферментативный биосинтез андрогенов, называются ингибиторами синтеза андрогенов, а антиандрогены, подавляющие выработку андрогенов в гонадах, называются антигонадотропинами. Эстрогены и прогестогены являются антигонадотропинами, а значит, они функционируют как антиандрогены. Цель использования антиандрогенов у трансгендерных женщин — блокировать или подавлять остаточный тестостерон, который не подавляется только эстрогенами. Дополнительная терапия антиандрогенами не требуется, если уровень тестостерона находится в пределах нормального женского диапазона или если человек прошёл орхиэктомию. Однако люди с уровнем тестостерона в пределах нормального женского диапазона и сохраняющимися андрогенозависимыми кожными и/или волосистыми симптомами, такими как акне, себорейный дерматит, жирная кожа или выпадение волос на коже головы, могут все ещё извлечь пользу от добавления антиандрогена, так как антиандрогены могут снизить или устранить такие симптомы.

### Стероидные антиандрогены
Стероидные антиандрогены — это антиандрогены, которые по химической структуре напоминают стероидные гормоны, такие как тестостерон и прогестерон. Они являются наиболее часто используемыми антиандрогенами у трансгендерных женщин. Спиронолактон (Альдактон), который относительно безопасен и недорог, является наиболее часто используемым антиандрогеном в Соединённых Штатах. Ципротерона ацетат (Андрокур), который недоступен в Соединённых Штатах, широко используется в Европе, Канаде и других странах. Медроксипрогестерон ацетат (Превера, Депо-Превера), похожий препарат, иногда используется вместо ципротерона ацетата в Соединённых Штатах.
Спиронолактон — это антиминералокортикоид (антагонист минералокортикоидного рецептора) и калийсберегающий диуретик, который в основном используется для лечения высокого артериального давления, отёков, повышенных уровней альдостерона и низкого уровня калия, вызванного другими диуретиками, а также для других целей. Спиронолактон является антиандрогеном как вторичный и изначально непреднамеренный эффект. Спиронолактон действует как антиандроген в качестве побочного и изначально нецелевого действия. Он действует как антиандроген, в первую очередь, выступая в роли антагониста андрогенного рецептора. Препарат также является слабым ингибитором стероидогенеза и блокирует ферментативный синтез андрогенов. Тем не менее, это воздействие имеет низкую эффективность, и спиронолактон оказывает смешанное и непостоянное влияние на уровни гормонов. В любом случае, уровни тестостерона обычно не изменяются при применении спиронолактона. Исследования среди трансгендерных женщин показали, что уровни тестостерона не изменяются или снижаются при применении спиронолактона. Спиронолактон описывается как относительно слабый антиандроген. Он широко используется для лечения акне, избыточного роста волос и гиперандрогении у женщин, у которых уровень тестостерона значительно ниже, чем у мужчин.. Из-за своей антиминералокортикоидной активности спиронолактон имеет побочные эффекты, связанные с блокированием минералокортикоидных рецепторов, и может вызывать повышение уровня калия. Госпитализация и/или летальный исход могут быть вызваны высоким уровнем калия, связанным с применением спиронолактона, однако риск повышения уровня калия у людей, принимающих спиронолактон, минимален, если у них нет факторов риска. Таким образом, в большинстве случаев не требуется контролировать уровень калия. Было установлено, что спиронолактон снижает биодоступность высоких доз перорального эстрадиола. Несмотря на широкое применение, использование спиронолактона в качестве антиандрогена у трансгендерных женщин было недавно поставлено под сомнение из-за различных недостатков этого препарата для таких целей.
Ципротерона ацетат (ЦПА) — это антиандроген и прогестин, который используется для лечения множества заболеваний, зависимых от андрогенов, а также применяется в качестве прогестогена в противозачаточных таблетках. Он действует преимущественно как антиминералокортикоид, вторично благодаря своей мощной прогестогенной активности, и сильно подавляет продукцию андрогенов в гонадах. ЦПА в дозировке 5-10 мг/день снижает уровень тестостерона у мужчин примерно на 50-70 %, в то время как дозировка 100 мг/день снижает уровень тестостерона у мужчин примерно на 75 %. Комбинация 25 мг/день ЦПА и умеренной дозы эстрадиола снижает уровень тестостерона у трансгендерных женщин примерно на 95 %. В комбинации с эстрогеном дозы 10, 25 и 50 мг/день ЦПА показывают одинаковую степень подавления тестостерона. Помимо действия как антигонадотропина, ЦПА является антагонистом андрогенных рецепторов. Однако это действие относительно незначительно при низких дозах и становится более важным при высоких дозах ЦПА, используемых в лечении рака простаты (100—300 мг/день). Вредное воздействие ЦПА на печень может включать повышение уровней ферментов и повреждение органа, вплоть до печёночной недостаточности. Однако это происходит в основном у пациентов с раком предстательной железы, принимающих очень высокие дозы ЦПА; токсичность для печени не была зафиксирована у трансгендерных женщин. ЦПА может вызвать различные побочные эффекты, включая усталость, набор веса, а также увеличивает риск тромбов и доброкачественных опухолей головного мозга. Высокие дозы препаратов на основе ЦПА могут вызывать менингиому. Периодическое наблюдение за уровнем ферментов печени и пролактина может быть полезным при приёме ЦПА.
Медроксипрогестерона ацетат — это прогестин, схожий с ципротерона ацетатом, и иногда используется в качестве его альтернативы. Медроксипрогестерона ацетат используется в качестве альтернативы ципротерона ацетату в США, где ципротерона ацетат не одобрен для медицинского применения и недоступен. Медроксипрогестерона ацетат подавляет уровень тестостерона у трансгендерных женщин аналогично ципротерона ацетату. Оральный медроксипрогестерона ацетат снижает уровень тестостерона у мужчин на 30-75 % в зависимости от дозы от 20 до 100 мг в день. В отличие от ципротерона ацетата, медроксипрогестерона ацетат не является антагонистом андрогенного рецептора. Медроксипрогестерона ацетат имеет схожие побочные эффекты и риски с ципротерона ацетатом, но не связан с печёночными проблемами.
Множество других прогестогенов и, следовательно, антиэстрогенов использовались для подавления уровня тестостерона у мужчин и, вероятно, будут полезны для тех же целей и у трансгендерных женщин. Прогестогены самостоятельно в целом способны снизить уровень тестостерона у мужчин максимум на 70-80 %, или до уровня, близкого к женскому/кастрационному, при использовании достаточно высоких доз. Сочетание достаточной дозы прогестогена с очень низкими дозами эстрогена (например, всего 0,5-1,5 мг/день перорального эстрадиола) обладает синергетическим антигонадотропным эффектом и может полностью подавить продукцию тестостерона в гонадах, снижая уровень тестостерона до женского/кастрационного уровня.

### Нестероидные антиандрогены
Нестероидные антиандрогены — это антиандрогенные препараты, не являющиеся стероидами, и потому не связанные с гормонами-стероидами по своей химической структуре. Эти лекарства в первую очередь используются для лечения рака предстательной железы, а также применяются для лечения акне, избыточного роста волос на лице и теле, а также повышенных уровней андрогенов у женщин. Нестероидные антиандрогены, в отличие от стероидных, обладают высокой селективностью к андрогенному рецептору и работают исключительно как антагонисты андрогенового рецептора. Однако, как и спиронолактон, они не снижают уровень андрогенов и действуют исключительно за счёт предотвращения активации андрогенным рецептором. Нестероидные антиандрогены более эффективны в качестве антагонистов андрогенных рецепторов, чем стероидные, и поэтому, в комбинации с модуляторами ГнРГ, они в основном заменили стероидные антиандрогены при лечении рака простаты.
Препараты первого поколения нестероидных антиандрогенов, использовавшихся у трансгендерных женщин, включают флутамид, нилутамид, и бикалутиамид:477. Современные нестероидные антиандрогены второго поколения, такие как энзалутамид, апалутамид и даролутамид, обладают высокой эффективностью, однако их высокая стоимость и отсутствие дженериков делают их нецелесообразными для применения у трансгендерных женщин. Флутамид и нилутамид имеют относительно высокую токсичность, включая значительные риски повреждения печени и заболеваний лёгких. Из-за рисков флутамид в настоящее время не рекомендуется для использования у цис- и трансгендерных женщин. В клинической практике флутамид и нилутамид почти полностью были заменены бикалутамидом, который занимал почти 90 % наименований рецептов на нестероидные антиандрогены в США к середине 2000-х.. По данным, бикалутамид обладает хорошей переносимостью и безопасностью по сравнению с флутамидом и нилутамидом, а также с ципротерона ацетатом. У бикалутамида очень мало побочных эффектов у женщин. Однако, несмотря на значительно лучшую переносимость и безопасность, существует незначительный риск повышения уровней печёночных ферментов и редкие случаи тяжёлых заболеваний печени и лёгких.
Нестероидные антиандрогены, такие как бикалутамид, могут быть особенно предпочтительным вариантом для трансгендерных женщин, которые хотят сохранить половое влечение, сексуальную функцию и/или фертильность, по сравнению с антиандрогенными средствами, которые подавляют уровень тестостерона и могут существенно нарушать эти функции, такими как ципротерона ацетат и модуляторы ГнРГ. Однако эстрогены подавляют уровень тестостерона, и при высоких дозах могут существенно нарушать половое влечение, сексуальную функцию и фертильность даже без использования других препаратов. Вдобавок, воздействие эстрогенов на функцию гонад и фертильность может привести к необратимым последствиям после длительного применения.

### Модуляторы ГнРГ
Модуляторы ГнРГ — это антигонадотропины, следовательно, они являются функциональными антиандрогенами. Гормон, высвобождающий гонадотропины (ГнРГ), вырабатывается в гипоталамусе и вызывает выделение лютеинизирующего гормона (ЛГ) и фолликулостимулирующего гормона (ФСГ) из гипофиза у мужчин и женщин. Модуляторы ГнРГ ингибируют рецептор ГнРГ, не давая ему активировать высвобождение гонадотропинов. Это приводит к полной блокировке выработки половых гормонов в гонадах, что снижает уровень тестостерона у мужчин и трансгендерных женщин примерно на 95 %, аналогично хирургической кастрации. Хотя модуляторы ГнРГ часто именуются аналогами ГнРГ, не все клинически применяемые модуляторы ГнРГ являются их аналогами.
Существуют два типа модуляторов ГнРГ: агонисты ГнРГ и антагонисты ГнРГ. Эти препараты имеют противоположное действие на рецептор ГнРГ, но парадоксальным образом имеют одинаковые терапевтические эффекты. Агонисты ГнРГ, такие как лепролеин (Лупрон), гозерелин (Золадекс) и бусерелин (Супрефакт), являются супер-агонистами рецептора ГнРГ и действуют, вызывая глубокую десенсибилизацию рецептора ГнРГ, что приводит к его нефункциональности. Это происходит, потому что ГнРГ обычно выделяется пульсирующими дозами, в то время как агонисты ГнРГ присутствуют постоянно, что приводит к чрезмерной регуляции рецептора и, в конечном итоге, к его полной потере функции. В начале терапии агонисты ГнРГ приводят к эффекту «всплеска» гормонов из-за резкой избыточной стимуляции рецепторов ГнРГ. У мужчин уровни ЛГ (лютеинизирующего гормона) увеличиваются до 800 %, в то время как уровни тестостерона повышаются до 140—200 % от исходного уровня. Однако постепенно рецептор ГнРГ десенсибилизируется; уровни тестостерона достигают пика примерно через 2-4 дня, возвращаются к исходному уровню через 7-8 дней и снижаются до кастрационных уровней в течение 2-4 недель. Антигонадотропины, такие как эстрогены и ципротерон ацетат, а также нестероидные антиандрогены, такие как флутаамид и бикалутамид, могут быть использованы заранее и одновременно с агонистами ГнРГ, чтобы уменьшить или предотвратить эффект всплеска тестостерона, вызванный агонистами ГнРГ. В отличие от агонистов ГнРГ, антагонисты ГнРГ, такие как дегареликс (Фирмагон) и элаголикс (Орилисса), действуют, связываясь с рецептором ГнРГ без его активации, тем самым вытесняют ГнРГ с рецептора и предотвращают его активацию. В отличие от агонистов ГнРГ, с антагонистами ГнРГ отсутствует начальный эффект всплеска; терапевтический эффект наступает немедленно, и уровни половых гормонов снижаются до кастрационных значений в течение нескольких дней.
Модуляторы ГнРГ крайне эффективны для подавления тестостерона у трансгендерных женщин и имеют мало или вообще не имеют побочных эффектов, если дефицит половых гормонов предотвращается с помощью сопутствующей эстрогеновой терапии. Однако модуляторы ГнРГ, как правило, являются очень дорогими (обычно от 10 000 до 15 000 долларов США в год в Соединённых Штатах) и часто не покрываются медицинской страховкой. Терапия модуляторами ГнРГ гораздо менее экономична, чем хирургическая кастрация, и в долгосрочной перспективе также менее удобна, чем хирургическая кастрация. Из-за высокой стоимости многие трансгендерные женщины не могут позволить себе модуляторы ГнРГ и вынуждены использовать другие, часто менее эффективные способы подавления тестостерона. Агонисты ГнРГ назначаются как стандартная практика для трансгендерных женщин в Великобритании, где они покрываются Национальной службой здравоохранения (NHS). Это контрастирует с остальной Европой и Соединёнными Штатами. Ещё одним недостатком модуляторов ГнРГ является то, что большинство из них являются пептидами и не обладают оральной активностью, требуя введения через инъекции, имплантаты или назальный спрей. Однако непептидные и орально активные антагонисты ГнРГ, элаголикс (Орилисса) и релуголикс (Релюмина), были введены в медицинскую практику в 2018 и 2019 годах соответственно. Однако они находятся под патентной защитой и, как и другие модуляторы ГнРГ, в настоящее время являются очень дорогими.
У подростков обоих полов модуляторы ГнРГ могут использоваться для подавления полового созревания. Восьмое издание Стандартов медицинской помощи Всемирной профессиональной ассоциации по здоровью трансгендерных людей позволяет их использование с 2 стадии Таннера и рекомендует агонисты ГнРГ как предпочтительный метод блокировки полового созревания.

### Прогестогены
Прогестерон, прогестоген, является другим из двух основных половых гормонов у женщин. Он главным образом участвует в регулировании женской репродуктивной системы, менструального цикла, беременности и лактации. Нерепродуктивные эффекты прогестерона имеют довольно незначительное значение. В отличие от эстрогенов, прогестерон не связан с развитием вторичных половых признаков у женщин и, следовательно, не считается способствующим феминизации женщин. Одной из областей особого интереса с точки зрения воздействия прогестерона на женщин является развитие груди. Эстрогены ответственны за развитие молочных протоков и соединительных тканей груди, а также за отложение жира в груди во время полового созревания у девочек. Напротив, высокие уровни прогестерона, в сочетании с другими гормонами, такими как пролактин, ответственны за лобулоальвеолярную зрелость молочных желёз во время беременности. Это позволяет осуществлять лактацию и грудное вскармливание после родов. Хотя прогестерон вызывает изменения в груди во время беременности, молочные железы проходят инволюцию и возвращаются к своему состоянию и размеру до беременности после прекращения грудного вскармливания. При каждой беременности лобулоальвеолярная зрелость происходит заново.
Существуют два типа прогестогенов: прогестерон, который является естественным и биоидентичным гормоном в организме, и прогестины, которые являются синтетическими прогестогенами. Существует десятки прогестинов, используемых в клинической практике. Некоторые прогестины, такие как ципротерон ацетат и медроксипрогестерон ацетат, как упоминалось ранее, используются в высоких дозах как функциональные антиандрогены благодаря своим антигонадотропным эффектам для подавления уровней тестостерона у трансгендерных женщин. Помимо специфического применения для подавления тестостерона, в настоящее время нет других показаний для использования прогестогенов у трансгендерных женщин. В связи с этим использование прогестогенов у трансгендерных женщин является спорным, и они не назначаются или рекомендуются. Помимо прогестерона, ципротерона ацетата и медроксипрогестерона ацетата, другие прогестогены, о которых сообщается, что они использовались у трансгендерных женщин, включают гидроксипрогестерон капроат, дидрогестерон, норетистерон ацетат и дроспиренон. Однако в целом прогестины обладают схожими прогестогенными эффектами, и теоретически любой прогестин может быть использован у трансгендерных женщин.
В настоящее время клинические исследования использования прогестогенов у трансгендерных женщин весьма ограничены. Некоторые пациенты и врачи, основываясь на анекдотических и субъективных данных, полагают, что прогестогены могут способствовать улучшению развития груди и/или сосков, настроения и либидо у трансгендерных женщин. Однако на данный момент отсутствуют клинические исследования, которые бы поддерживали такие утверждения. Ни одно клиническое исследование не анализировало использование прогестерона у трансгендерных женщин, и только несколько исследований сравнивали использование прогестинов (ципротерона ацетата и медроксипрогестерона ацетата) с отсутствием прогестогенов у трансгендерных женщин. Эти исследования, несмотря на ограниченное качество данных, не показали положительного эффекта от применения прогестогенов для развития груди у трансгендерных женщин. Это также подтверждается ограниченным клиническим опытом.
Прогестогены обладают антиэстрогенным действием в молочных железах, например, снижая выраженность эстрогенового рецептора и увеличивая активность ферментов, метаболизирующих эстрогены. Поэтому прогестогены используются для лечения болей в груди и доброкачественных заболеваний молочных желёз. Во время полового созревания у девочек уровень прогестерона обычно значительно не увеличивается, пока не наступит конец полового созревания, когда большая часть развития молочных желёз уже завершено. Кроме того, существует опасение, что преждевременное воздействие прогестогенов на молочные железы может быть нефизиологичным и повлиять на конечный результат роста груди, хотя эта идея пока теоретична. Роль прогестогенов в развитии груди в подростковом возрасте остаётся неопределённой, но прогестерон является ключевым для лобулоальвеолярной зрелости молочных желёз в период беременности. Поэтому прогестогены необходимы для любой трансгендерной женщины, желающей кормить грудью. Одно из исследований показало полную зрелость молочных желёз на гистологическом уровне у трансгендерных женщин, получавших эстроген и высокие дозы ципротерона ацетата. Однако лобулоальвеолярное развитие молочных желёз прекратилось после прекращения ципротерона ацетата, что свидетельствует о необходимости продолжения воздействия прогестогенов для поддержания ткани.
В плане воздействия прогестогенов на половое влечение одно исследование рассмотрело использование дидрогестерона с целью улучшения сексуального желания у трансгендерных женщин, но не выявило пользы. В другом исследовании также не было замечено улучшений в сексуальной функции у цисгендерных женщин при применении перорального прогестерона.
Прогестогены могут иметь неблагоприятные эффекты. Пероральный прогестерон оказывает ингибирующее влияние на нейростероиды и может вызывать такие побочные эффекты, как седативный эффект, изменения настроения и симптомы, похожие на действие алкоголя. Многие прогестины обладают нецелевой активностью, включая андрогенные, антиандрогенные, глюкокортикоидные и антиминералокортикоидные эффекты, что также может способствовать появлению нежелательных побочных эффектов. Кроме того, добавление прогестина к эстрогеновой терапии повышает риск тромбообразования, сердечно-сосудистых заболеваний (например, ишемической болезни сердца и инсульта) и рака груди по сравнению с монотерапией эстрогенами у женщин в постменопаузе. Хотя пока не известно, приводят ли прогестины к таким же рискам для здоровья у трансгендерных женщин, нельзя исключать такую возможность. Прогестогены в высоких дозах также увеличивают вероятность развития доброкачественных опухолей мозга, таких как пролактиномы и менингиомы. Из-за возможных вредных последствий и отсутствия подтверждённой пользы некоторые исследователи считают, что, за исключением подавления тестостерона, прогестогены не должны использоваться у трансгендерных женщин или должны использоваться только в ограниченный срок (например, 2-3 года). В то же время, другие исследователи полагают, что риски применения прогестогенов для трансгендерных женщин, скорее всего, минимальны, и что, принимая во внимание возможные, хотя и теоретические, преимущества, их стоит использовать по желанию. В общем, некоторые трансгендерные женщины реагируют на прогестогены положительно, в то время как другие — отрицательно.
Прогестерон чаще всего принимается внутрь, однако его биодоступность при пероральном применении крайне низка, и он вызывает относительно слабые прогестогенные эффекты, даже при высоких дозах. В отличие от прогестинов, пероральный прогестерон не оказывает антигонадотропного эффекта на гонады у мужчин, даже в больших дозах. Прогестерон также можно принимать различными парантеральными способами, включая сублингвально, ректально или с помощью внутримышечных или подкожных инъекций. Эти способы не имеют тех проблем с биодоступностью и эффективностью, которые присущи пероральному прогестерону, и могут вызывать значительные антигонадотропные и другие прогестогенные эффекты. Трансдермальный прогестерон неэффективен из-за проблем с его всасыванием. Прогестины обычно принимаются внутрь. В отличие от прогестерона, большинство прогестинов обладают высокой биодоступностью при пероральном применении и могут вызывать полный прогестогенный эффект. Некоторые прогестины, такие как медроксипрогестерон ацетат и гидроксипрогестерон капроат, могут также применяться внутримышечно или подкожно. Почти все прогестины, кроме дидрогестерона, обладают антимужским эффектом.

### Другие лекарства
Галактогогены, такие как домперидон, который является периферически селективным антагонистом рецепторов {\displaystyle {\ce {D2}}} и стимулятором выделения пролактина, могут быть использованы для стимулирования лактации у трансгендерных женщин, которые желают кормить грудью. Для успешного кормления необходимо длительное сочетание терапии эстрогеном и прогестогеном, чтобы подготовить лобулоальвеолярную ткань груди.. Опубликовано несколько отчётов о лактации и/или грудном вскармливании у трансгендерных женщин.
Стандарты медицинской помощи Всемирной профессиональной ассоциации по вопросам здоровья трансгендерных и гендерно-неконформных людей (WPATH) 8-го пересмотра, выпущенные в сентябре 2022 года, не рекомендуют терапевтические стратегии, включая сверхфизиологические уровни эстрадиола (>200 пг/мл), использование прогестерона (включая ректальный прогестерон), применение бикалутамида и мониторинг соотношения эстрона к эстрадиолу. Это связано с отсутствием данных, поддерживающих эти подходы для трансфемининных людей, а также с потенциальными рисками. В стандартах также рекомендовано избегать применения ингибиторов 5α-редуктазы, таких как финастерид, у трансфемининных людей.

## Взаимодействие
Многие препараты, используемые в терапии женских гормонов, такие как эстрадиол, ципротерона ацетат и бикалутамид, являются субстратами CYP3A4 и других ферментов системы цитохрома P450. В результате индукторы CYP3A4 и других ферментов цитохрома P450, такие как карбамазепин, фенобарбитал, фенитоин, рифампицин, рифампин и зверобой, среди прочих, могут снижать уровень этих препаратов в кровотоке, тем самым уменьшая их эффект. Напротив, ингибиторы CYP3A4 и других ферментов цитохрома P450, такие как циметидин, клотримазол, грейпфрутовый сок, итраконазол, кетоконазол и ритонавир, среди прочих, могут повышать уровень этих препаратов в кровотоке, тем самым увеличивая их эффект. Совместное использование индукторов или ингибиторов цитохрома P450 с терапией женскими гормонами может потребовать корректировки дозировки препаратов.

## Эффекты
Спектр эффектов гормональной терапии у трансфемининных людей зависит от конкретных препаратов и дозировок, используемых в процессе лечения. В любом случае основные эффекты гормональной терапии у трансфемининных людей включают феминизацию и демаскулинизацию, которые проявляются в следующих изменениях:
| Эффект                                                                  | Ожидаемое время начала | Ожидаемое максимальное воздействие | Обратимость при прекращении гормонотерапии      |
| ----------------------------------------------------------------------- | --- | ---------------------------------- | ----------------------------------------------- |
| Формирование груди и увеличение сосков/ареол                            | 2-6 месяцев | 1-5 лет                            | Обратимо хирургическим путём                    |
| Истончение/замедление роста волос на лице/теле                          | 4-12 месяцев | >3 лет                             | Обратимо                                        |
| Прекращение/обратное развитие выпадения волос по мужскому типу          | 1-3 месяцев | 1-2 года                           | Обратимо                                        |
| Смягчение кожи и снижение жирности, а также уменьшение акне             | 3-6 месяцев | Неизвестно                         | Обратимо                                        |
| Распределение жира по женскому типу                                     | 3-6 месяцев | 2-5 года                           | Обратимо                                        |
| Потеря мышечной массы и силы                                            | 3-6 месяцев | 1-2 года                           | Обратимо                                        |
| Расширение и округление таза                                            | Неизвестно | Неизвестно                         | Обратимо                                        |
| Изменения в настроении, эмоциональности и поведении                     | Неизвестно | Неизвестно                         | Обратимо                                        |
| Уменьшение либидо                                                       | 1-3 месяца | Временно                           | Обратимо                                        |
| Уменьшение числа спонтанных/утренних эрекций                            | 1-3 месяца | 3-6 месяца                         | Обратимо                                        |
| Эректильная дисфункция и уменьшение объёма семенной жидкости            | 1-3 месяца | Варьируется                        | Обратимо                                        |
| Уменьшение сперматогенеза/фертильности                                  | Неизвестно | >3 года                            | Возможен как обратимый, так и постоянный эффект |
| Уменьшение размера яичек                                                | 3-6 месяцев | 2-3 года                           | Неизвестно                                      |
| Уменьшение размера полового члена                                       | Противоречивые данные: у трансгендерных женщин не было зарегистрировано изменений, однако у мужчин с раком предстательной железы, проходящих терапию по подавлению андрогенов, наблюдалось значительное, хотя и незначительное, уменьшение размера полового члена. | Не применимо                       | Не применимо                                    |
| Уменьшение размера предстательной железы                                | Неизвестно | Неизвестно                         | Неизвестно                                      |
| Изменение голоса                                                        | Нет | Не применимо                       | Не применимо                                    |
| Источники Руководства: Обзорные статьи/главы книг Научные исследования: | |                                    |                                                 |

### Психологические изменения
Психологические эффекты гормональной терапии для трансфеминных людей сложнее определить, чем физические изменения. Поскольку гормональная терапия обычно является первым физическим шагом на пути к переходу, начало терапии оказывает значительное психологическое воздействие, которое трудно отделить от изменений, вызванных гормонами.
Изменения настроения и общего самочувствия происходят у трансгендерных женщин во время гормональной терапии.
Побочные эффекты гормональной терапии могут существенно повлиять на сексуальное функционирование, как напрямую, так и косвенно, через различные побочные эффекты, такие как цереброваскулярные расстройства, ожирение и колебания настроения. Некоторые трансгендерные женщины сообщают о значительном снижении либидо, в зависимости от дозы антиандрогенов. Эффекты долгосрочных гормональных схем не были окончательно изучены, и их трудно оценить, поскольку исследования долгосрочного применения гормональной терапии не проводились. Одно исследование показало, что сексуальное влечение возвращается к исходному уровню через три года гормональной терапии. Возможно, результаты этих терапий у трансгендерных людей можно приблизительно оценить на основе наблюдений за их эффектами у цисгендерных мужчин и женщин. Во-первых, если цель — снизить уровень тестостерона при трансфеминном переходе, вероятно, сексуальное желание и возбуждение будут подавляться; если высокие дозы эстрогена негативно влияют на сексуальное желание, что было выявлено в некоторых исследованиях с цисгендерными женщинами, гипотезируется, что сочетание андрогенов с высокими уровнями эстрогена усилит этот эффект. На сегодняшний день не проводились рандомизированные клинические исследования, рассматривающие взаимосвязь между типом и дозой гормональной терапии для трансгендерных людей, поэтому эта связь остаётся неясной. Обычно эстрогены, назначаемые при феминизирующем переходе, в 2-3 раза выше дозы, рекомендуемой для заместительной гормональной терапии у женщин в постменопаузе. Фармакокинетические исследования показывают, что приём этих повышенных доз может привести к большему увеличению уровня эстрадиола в плазме; однако долгосрочные побочные эффекты не были изучены, и безопасность этого подхода неясна.
Несколько исследований показали, что гормональная терапия у трансгендерных женщин вызывает изменения в структуре мозга в сторону женских пропорций. Кроме того, исследования обнаружили, что гормональная терапия у трансгендерных женщин влияет на выполнение когнитивных задач, включая задачи на восприятие пространства, вербальную память и вербальную беглость, сдвигаясь в более женскую сторону.

### Распределение жировой ткани
В ходе гормональной терапии трансгендерные женщины часто сталкиваются с небольшим увеличением веса, поскольку мужчины обычно имеют больший запас висцерального жира и меньший — подкожного, чем женщины. С течением времени гормональная терапия способствует накоплению жира в типично женских областях (гиноидный жир), таких как бёдра, ягодицы, нижняя часть живота, грудь, а жировая ткань сжигается с верхней части тела, включая спину и плечи. Однако это не происходит автоматически — необходимо достаточное потребление калорий и физическая активность для того, чтобы жир перераспределился.

### Развитие молочных желёз
Значительное развитие груди у трансгендерных женщин обычно начинается через два-три месяца после начала гормональной терапии и продолжается до двух лет. Это развитие, как правило, более выражено у женщин с более высоким индексом массы тела. Это говорит о том, что набирание веса на ранних стадиях гормональной терапии может способствовать не только перераспределению жира, но и развитию груди. Разные виды эстрогена, такие как эстрадиола валерат, конъюгированные эстрогены и этинилэстрадиол, в целом дают схожие результаты по размерам груди. Внезапное прекращение терапии эстрогенами может привести к возникновению галактореи.
Развитие груди, сосков и ареолы может сильно различаться в зависимости от генетики, питания, возраста начала гормональной терапии и других факторов. Этот процесс может длиться от нескольких лет до почти десяти лет у некоторых женщин. Тем не менее, многие трансгендерные женщины сообщают о «застое» в росте груди или значительной асимметрии груди в процессе перехода. Трансгендерные женщины, проходящие гормональную терапию, часто имеют меньшее развитие груди, чем цисгендерные женщины (особенно если терапия начата в зрелом возрасте). По этой причине многие из них обращаются за увеличением груди. Трансгендерные пациенты, решающиеся на уменьшение груди, крайне редки. Ширина плеч и размер грудной клетки также влияют на восприятие размера груди; обычно они больше у трансгендерных женщин, из-за чего грудь выглядит пропорционально меньшей. Таким образом, когда трансгендерная женщина решает сделать операцию по увеличению груди, имплантаты часто оказываются больше, чем у цисгендерных женщин.

### Фертильность
Эффект феминизирующей гормональной терапии на фертильность остаётся неясным, хотя известно, что подавление тестостерона может предотвратить производство сперматозоидов. Важную роль играет возраст начала и прекращения гормональной терапии, но прямой связи между продолжительностью терапии и способностью к воспроизводству не выявлено.
Некоторые исследования подтверждают эффективность восстановления фертильности с помощью методов, отличных от прекращения гормональной терапии. Доктор Уилл Пауэрс показал, что кломифен может эффективно восстанавливать сперматогенез у трансженщин. Его исследование также подробно описывает другие способы восстановления фертильности.

### Кожа
Эстрогены способствуют накоплению подкожного жира и увеличению толщины эпидермиса, что приводит к смягчению кожи. Некоторые кожные заболевания, включая мелазму, встречаются у трансженщин с такой же частотой, как и у цисженщин. Активность сальных желёз уменьшается, что снижает выработку масла на коже и волосистой части головы. В результате кожа становится менее подверженной акне. Она также становится суше, и может потребоваться использование лосьонов или масел.

### Скелет
Половые гормоны играют важную роль в росте и поддержании костей. Эффекты гормональной терапии на здоровье костей ещё полностью не изучены и могут зависеть от того, начата ли терапия до или после полового созревания. Плотность костной ткани продолжает изменяться и расти с течением времени.
Зафиксированы значительные изменения структуры костей, и трансженщины имеют статистически худшее состояние костей даже до начала переходного процесса, возможно, из-за недостатка физической активности или других факторов риска, таких как дефицит витамина D, расстройства питания и злоупотребление веществами.
Примерно 14 % трансженщин страдают остеопорозом. Трансженщины младше 50 лет имеют увеличенный риск переломов по сравнению с возрастной группой цисгендерных женщин, что сопоставимо с риском переломов у цисгендерных мужчин того же возраста. Трансженщины старше 50 лет имеют риск переломов, схожий с риском у женщин после менопаузы — он выше, чем у цисгендерных мужчин того же возраста. В обоих случаях переломы у трансженщин имеют такой же паттерн, как у цисгендерных женщин, с хроническими стрессовыми переломами в области бедра, позвоночника и рук, что характерно для низкой минеральной плотности костей, а не для травм, типичных для цисгендерных мужчин. Согласно текущим клиническим рекомендациям, здоровье костей должно регулярно отслеживаться на протяжении всего процесса перехода, особенно при наличии факторов риска. Рекомендуется ежедневно принимать минимум 1 г кальция и 1000 МЕ витамина D, заниматься физической активностью с нагрузкой на кости и уменьшить потребление алкоголя и табака.
Эффекты гормональной терапии на здоровье костей обратимы, если терапия будет прервана. Однако прекращение гормональной терапии после орхиэктомии может привести к потере костной массы, а плохое соблюдение назначенной гормональной терапии после гонадэктомии может частично объяснять наблюдаемый риск переломов.

### Волосяной покров
Антиандрогены оказывают слабое воздействие на уже растущие волосы на лице; пациенты могут наблюдать замедление роста и частичное сокращение плотности и покрытия. Снижение плотности связано с уменьшением диаметра волос и замедлением их роста. Эффекты на размер и плотность волос были заметны в первые четыре месяца после начала гормональной терапии, но затем уменьшались, и показатели стабилизировались. У пациентов в возрасте подростков и молодых людей антиандрогены предотвращают появление новых волос на лице, если уровень тестостерона в пределах нормального женского диапазона.
Волосы на теле (на груди, плечах, спине, животе, ягодицах, бёдрах, на тыльной стороне рук и ног) со временем трансформируются из терминальных волос в мелкие светлые пушковые волосы. Волосы на руках, в области ануса и промежности уменьшаются, но в последних двух областях они могут не стать пушковыми волосами (некоторые цисгендерные женщины также имеют волосы в этих местах). Волосы в подмышках изменяются слегка по текстуре и длине, а лобковая растительность приобретает более типичный женский вид. Волосы на ногах становятся реже. Все эти изменения зависят от генетических факторов. Брови не подвергаются изменениям, поскольку это не андрогенные волосы.
В некоторых случаях гормоны могут воздействовать на текстуру волос на коже головы, в зависимости от разных генетических факторов.

### Морфология глаза
Хрусталик глаза меняет свою кривизну. Из-за уменьшения уровня андрогенов мейбомиевые железы (сальные железы на веках) начинают вырабатывать меньше масла, что может привести к сухости глаз, так как масло предотвращает испарение слёзной плёнки.

### Воздействие на сердечно-сосудистую систему
Главным кардиоваскулярным риском для трансгендерных женщин является протромботическое влияние эстрогенов (повышение свёртываемости крови). Это проявляется в увеличении риска венозной тромбоэмболии (ВТЭ), которая включает тромбоз глубоких вен (ТГВ) и лёгочную эмболию (ТЭЛА), когда тромбы из ТГВ перемещаются в лёгкие. Симптомы ТГВ — боль или отёк одной ноги, особенно икры. Симптомы ТЭЛА — боль в груди, одышка, обмороки и учащённое сердцебиение, иногда без болей и отёчности в ногах.
Риск венозной тромбоэмболии наиболее высок в первый год терапии эстрогенами. Этот риск выше при применении пероральных небиоидентичных эстрогенов, таких как этинилэстрадиол и конъюгированные эстрогены, по сравнению с парентеральными формами эстрадиола, например инъекционным, трансдермальным, имплантируемым и интраназальным. Увеличение риска венозной тромбоэмболии при применении эстрогенов объясняется их воздействием на синтез белков в печени, особенно на выработку факторов свёртывания. Небиоидентичные эстрогены, такие как конъюгированные эстрогены и особенно этинилэстрадиол, имеют значительно более выраженное воздействие на синтез белков в печени по сравнению с эстрадиолом. Вдобавок, пероральный эстрадиол оказывает в 4-5 раз большее влияние на синтез белков в печени, чем трансдермальный эстрадиол и другие парентеральные формы эстрадиола.
Поскольку использование варфарина для лечения тромбозов имеет низкие риски для относительно молодого и здорового населения, а риск отрицательных физических и психологических последствий для нетрансгендерных пациентов велик, профибриногенные мутации (например, фактор V Лейден, дефицит антитромбина III и дефицит белков C или S) не считаются абсолютными противопоказаниями для гормональной терапии.
Когортное исследование 2018 года, проведённое среди 2842 трансфемининных людей в США с усреднённым сроком наблюдения 4,0 года, выявило повышенный риск венозной тромбоэмболии, инсульта и инфаркта миокарда по сравнению с популяцией цисгендерных людей. Используемые эстрогены включали оральный эстрадиол (1-10 мг/день) и другие формы эстрогена. Также использовались другие препараты, такие как антиандрогены, например, спиронолактон.
Систематический обзор и метаанализ 2019 года показали частоту венозной тромбоэмболии (ВТЭ) 2,3 на 1000 человеко-лет при применении феминизирующей гормональной терапии у трансгендерных женщин. Для сравнения, в общей популяции этот показатель составляет 1,0-1,8 на 1000 человеко-лет, а среди предменопаузальных женщин, принимающих противозачаточные таблетки, — 3,5 на 1000 пациенток-лет. В исследованных данных была значительная гетерогенность по частоте ВТЭ, и метаанализ не смог провести подгрупповые анализы по типу эстрогена, пути введения, дозировке, совместному применению антиандрогенов или прогестогенов, а также по характеристикам пациентов (например, пол, возраст, курение, вес), связанным с известными факторами риска ВТЭ. В связи с включением некоторых исследований, использующих этинилэстрадиол, который является более тромбообразующим и больше не применяется у трансгендерных женщин, исследователи отметили, что риск ВТЭ, выявленный в их исследовании, может быть завышен.
В 2016 году было проведено исследование с участием 676 трансгендерных женщин, получавших оральный эстрадиол в течение в среднем 1,9 лет. За этот период только в одном случае был зафиксирована венозная тромбоэмболия (ВТЭ), что составляет 0,15 % участников, с частотой 7,8 случая на 10 000 человеко-лет. Оральный эстрадиол принимался в дозах от 2 до 8 мг/день. Почти все женщины также принимали спиронолактон (94 %), 17 % — финастерид, и менее 5 % — прогестоген, в основном оральный прогестерон. Это исследование показывает, что риск ВТЭ среди трансгендерных женщин, принимающих оральный эстрадиол, низок.
Состояние сердечно-сосудистой системы трансгендерных женщин обсуждалось в последних исследованиях.

### Пищеварительная система
Эстрогенные препараты могут повышать риск заболеваний жёлчного пузыря, особенно у пожилых и страдающих ожирением.

### Риск онкологических заболеваний
Исследования дают противоречивые результаты относительно того, увеличивается ли риск рака молочной железы при гормональной терапии у трансгендерных женщин. Два когортных исследования не выявили повышения риска по сравнению с цисгендерными мужчинами, в то время как другое исследование показало почти 50-кратное увеличение риска, при этом заболеваемость раком молочной железы оказалась между уровнями цисгендерных мужчин и женщин. Нет доказательств того, что риск рака молочной железы у трансгендерных женщин выше, чем у цисгендерных женщин. По состоянию на 2019 год было зарегистрировано 20 случаев рака молочной железы у трансгендерных женщин.
У цисгендерных мужчин с гинекомастией не было выявлено повышенного риска рака молочной железы. Предполагается, что кариотип 46,XY (одна X-хромосома и одна Y-хромосома) может оказывать защиту от рака молочной железы по сравнению с кариотипом 46,XX (две X-хромосомы). Мужчины с синдромом Клайнфельтера (кариотип 47,XXY), который вызывает гипоандрогинию, гиперэстрогению и очень высокую частоту гинекомастии (80 %), имеют резко увеличенный (в 20-58 раз) риск рака молочной железы по сравнению с мужчинами с кариотипом 46,XY, приближающийся к уровню риска у женщин с кариотипом 46,XX. Частота рака молочной железы среди мужчин с кариотипом 46,XY, мужчин с синдромом Клайнфельтера и женщин с кариотипом 46,XX составляет примерно 0,1 %, 3 % и 12,5 % соответственно. Женщины с полным синдромом нечувствительности к андрогенам (кариотип 46,XY) никогда не развивают мужские половые характеристики и имеют нормальную и полную женскую морфологию, включая развитие груди, но не сообщается о случаях рака молочной железы. Риск рака молочной железы у женщин с синдромом Турнера (кариотип 45,XO) также значительно снижен, хотя это может быть связано с недостаточностью яичников и гипогонадизмом, а не с генетикой.
Рак простаты крайне редок среди трансженщин, перенёсших орхиэктомия и длительно получавших эстрогены. В то время как у 70 % мужчин к 80 годам диагностируют рак простаты, в литературе сообщается лишь о нескольких случаях рака простаты у трансженщин. Таким образом, в соответствии с тем, что андрогены отвечают за развитие рака простаты, заместительная гормональная терапия кажется высоко защитной против этого заболевания у трансженщин.
Риски некоторых типов доброкачественных опухолей мозга, включая менингиому и пролактиному, увеличиваются при гормональной терапии у трансженщин. Эти риски в основном связаны с применением ципротерона ацетата.
Эстрогены и прогестины могут спровоцировать развитие пролактином — доброкачественных опухолей гипофиза, которые производят пролактин. Одним из признаков повышения уровня пролактина являются выделения из сосков. Если пролактинома достигает значительных размеров, это может вызвать изменения зрения (особенно снижение периферического зрения), головные боли, депрессию или другие расстройства настроения, головокружение, тошноту, рвоту и симптомы гипофизарной недостаточности, такие как гипотиреоз.

### Незатронутые характеристики
Установленные изменения в костной структуре лица не подвергаются воздействию гормональной терапии. Значительная часть изменений в области черепно-лицевой структуры происходит в период полового созревания. После завершения полового созревания рост значительно замедляется и становится минимальным.
Лицевые волосы развиваются в период полового созревания и лишь немного изменяются при применении гормональной терапии.
Голос человека не изменяется при феминизирующей гормональной терапии. Трансгендерные люди, пережившие мужскую фазу полового созревания, часто обращаются к тренингу голоса, однако для достижения желаемых результатов это может потребовать многолетней практики. Некоторые также могут выбрать хирургическое вмешательство для изменения голоса, но это следует делать дополнительно к тренингу голоса, а не вместо него.

## Мониторинг
На начальных этапах феминизирующей гормональной терапии регулярно проводят анализы крови для контроля уровней гормонов и состояния печени. Общество эндокринологов рекомендует проводить анализы крови каждые три месяца в первый год терапии для контроля уровня эстрадиола и тестостерона, а также мониторировать спираонолактон (если он используется) каждые два-три месяца в течение первого года.
Рекомендуемые уровни эстрадиола относятся исключительно к тем, кто принимает эстрадиол (или его эфиры), и не предназначены для людей, использующих синтетические или другие небиоидентичные формы (например, конъюгированные эстрогены или этинилэстрадиол).
Также рекомендуется более тщательное медицинское наблюдение, которое включает общий анализ крови, проверки функции почек и печени, а также тесты на обмен липидов и глюкозы, мониторинг уровня пролактина, веса тела и артериального давления.
Если уровень пролактина превышает 100 нг/мл, терапию эстрогенами следует прекратить, а уровень пролактина нужно повторно проверить через 6-8 недель. Если уровень пролактина остаётся высоким, следует провести МРТ гипофиза для проверки на наличие пролактиномы. В противном случае терапию эстрогенами можно возобновить, но на более низкой дозе. Ципротерона ацетат особенно связан с повышением уровня пролактина, и его прекращение снижает уровень пролактина. В отличие от ципротерона ацетата, терапия эстрогенами и спиронолактоном не связана с повышением уровня пролактина.

## История
Эффективные фармацевтические препараты для женской гормональной терапии, включая андрогены, эстрогены и прогестогены, появились в 1920—1930-х годах. Один из первых отчётов о гормональной терапии для трансгендерных женщин был опубликован датским эндокринологом Кристианом Хамбургером в 1953 году. Одним из его пациентов была Кристин Йоргенсен, с которой он начал лечение в 1950 году. Дополнительные публикации о гормональной терапии для трансгендерных женщин были сделаны Хамбургером, немецко-американским эндокринологом Гарри Бенджамином и другими учёными в 1960-70-е годы. Однако Бенджамин лечил несколько сотен трансгендерных пациентов уже в конце 1950-х, и он начинал лечение трансженщин гормональной терапией ещё в конце 1940-х или начале 1950-х годов. В любом случае Хамбургер считается первым, кто лечил трансгендерных женщин гормональной терапией.
Одной из первых клиник здоровья трансгендерных людей была открыта в середине 1960-х годов в Медицинской школе Университета Джонса Хопкинса. К 1981 году в США было почти 40 таких центров. В том же году был опубликован обзор гормональных схем в 20 из этих центров. Первый Международный симпозиум по гендерной идентичности, председателем которого был Кристофер Джон Дьюхерст, прошёл в Лондоне в 1969 году, а первый медицинский учебник по трансгендерности, под редакцией Ричарда Грина и Джона Мани, был издан Университетом Джонса Хопкинса в 1969 году. В этот учебник вошла глава о гормональной терапии, написанная Кристианом Хамбургером и Гарри Бенджамином. Международная ассоциация гендерной дисфории имени Гарри Бенджамина (HBIGDA), ныне известная как Всемирная профессиональная ассоциация по здоровью трансгендерных людей (WPATH), была основана в 1979 году, а первая версия Стандартов медицинской помощи была опубликована в том же году. Общество эндокринологов опубликовало рекомендации по гормональной терапии у трансгендерных людей в 2009 году, а пересмотренную версию — в 2017 году.
Гормональная терапия для трансгендерных женщин изначально проводилась с использованием эстрогенов в высоких дозах, таких как конъюгированные эстрогены, этинилэстрадиол и диэтилстильбестрол, а также парентеральных эстрогенов, таких как эстрадиол бензоат, эстрадиол валерат, эстрадиол ципионат и эстрадиол ундецилат. Прогестогены, такие как гидроксипрогестерона капроат, медроксипрогестерона ацетат и другие прогестины, также иногда включались в терапию. Ципротерона ацетат, антиандрогенный и прогестогенный препарат, был впервые применён у трансгендерных женщин в 1977 году. К 1985 году его использование стало стандартным в Центре экспертизы по гендерной дисфории в Амстердаме. Спиронолактон, ещё один антиандрогенный препарат, был использован с 1986 года. Эти препараты позволяли применять значительно более низкие дозы эстрогенов, чем требовалось ранее, что считалось положительным с учётом рисков высоких доз эстрогенов, таких как сердечно-сосудистые заболевания. Антиандрогены стали стандартом в гормональной терапии для трансгендерных женщин к началу 1990-х годов. Этиннилэстрадиол, конъюгированные эстрогены и другие небиоидентичные эстрогены в значительной степени перестали использоваться у трансгендерных женщин в пользу эстрадиола примерно с 2000 года из-за их более высоких рисков тромбозов и сердечно-сосудистых заболеваний.
В настоящее время гормональная терапия для трансгендерных женщин обычно включает комбинацию эстрогена и антиандрогена. Однако в некоторых странах, например, в Японии, использование антиандрогенов не так распространено, и монотерапия эстрогенами, например, с применением высоких доз инъекционных эфиров эстрадиола, всё ещё часто используется.

## Cм. также
- Самостоятельная гендерно-аффирмативная гормональная терапия
- Заместительная гормональная терапия

### Комментарии
1. ↑  Термин, описывающий людей, которым при рождении был приписан мужской пол, но которые идентифицируют себя с женским гендером или находятся на феминном конце гендерного спектра[6]
2. 1 2  Оценки включают как опубликованные, так и неопубликованные клинические наблюдения.
3. ↑  Время, когда дальнейшие изменения маловероятны при максимальной поддерживаемой дозе. Максимальные эффекты могут значительно различаться в зависимости от генетики, телосложения, возраста и состояния удаления половых желёз. Обычно у пожилых людей с сохранёнными половыми железами наблюдается меньше феминизации в целом.
4. ↑  Для полного удаления волос с лица и тела у мужчин необходимо использовать электролиз, лазерную эпиляцию или их комбинацию. Временно избавиться от волос можно с помощью бритья, эпилятора, восковой депиляции и аналогичных методов
5. ↑  Возможно появление облысения по наследственному типу, если прекратить приём эстрогенов.
6. ↑  Значительно зависит от уровня физической активности.
7. ↑  Это происходит только в случае, если человек находится в пубертатном возрасте и процесс эпифизарного слияния ещё не завершён
8. ↑  Дополнительные исследования необходимы для выяснения постоянства эффекта, но вероятно, что эстрогеновая терапия оказывает долговременное влияние на качество спермы, и варианты сохранения спермы должны быть обсуждены до начала терапии.
9. ↑  Терапия у логопеда для тренировки голоса эффективна.